# 拉贝居德
拉贝居德（法語：Labégude，法語發音：[labeɡyd]）是法国阿尔代什省的一个市镇，属于拉让蒂耶尔区。

## 地理
拉贝居德（44°38'42"N, 4°22'10"E）面积3.12 平方千米，位于法国奥弗涅-罗讷-阿尔卑斯大区阿尔代什省，该省份为法国东南部内陆省份，北起顺时针与卢瓦尔省、伊泽尔省、德龙省、沃克吕兹省、加尔省、洛泽尔省和上盧瓦爾省接壤。
与拉贝居德接壤的市镇（或旧市镇、城区）包括：欧布纳、梅尔屈埃、普拉德、于塞勒、瓦尔斯莱班。

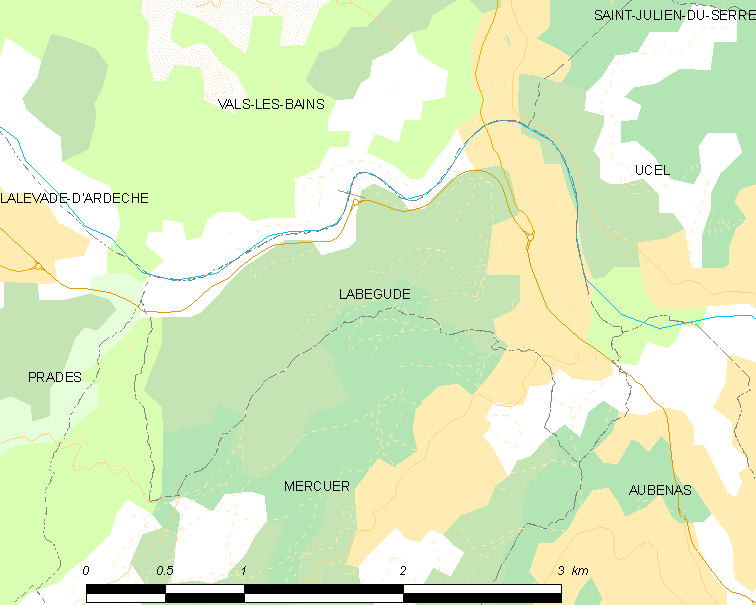
拉贝居德的OSM定位图

拉贝居德的时区为UTC+01:00、UTC+02:00（夏令时）。

## 行政
拉贝居德的邮政编码为07200，INSEE市镇编码为07116。

## 政治
拉贝居德所属的省级选区为欧布纳第一县。

## 人口

1962-2008年间拉贝居德人口变化图示

拉贝居德于2022年1月1日时的人口数量为1376人。